# Стефен Каррі
Вордел Стефен «Стеф» Каррі ІІ (англ. Wardell Stephen "Steph" Curry II; нар. 14 березня 1988, Акрон) — американський професійний баскетболіст, гравець клубу НБА «Ґолден Стейт Ворріорз». Позиція — розігрувач. Вибраний під 7 номером на драфті 2009 клубом «Ґолден Стейт Ворріорз».

## Кар'єра у НБА
Стефен походить зі спортивної сім'ї. Батько — Делл Каррі  — теж виступав у НБА (впродовж 16 років), а брат Сет є діючим баскетболістом у НБА. У дебютній грі в НБА Каррі набрав 14 очок, 7 результативних передач та 4 перехоплення.
23 січня 2010 Стефен встановив новий особистий рекорд результативності — 32 очка. Менш як за місяць, 10 лютого 2010, Каррі записав у свій актив перший у кар'єрі трипл-дабл — він набрав 36 очок, 13 результативних передач та 10 підбирань. 14 квітня 2010 Каррі оновив особистий рекорд результативності, набравши 42 очка.
За підсумками сезону 2009-10 Каррі встановив новий рекорд НБА за кількістю реалізованих новачком трьохочкових кидків (166 за сезон). Він був обраний у першу команду новачків НБА, а у голосуванні за звання новачка року посів друге місце після Тайріка Еванса.
У сезоні 2010-11 Каррі посів перше місце в НБА за процентом реалізації штрафних кидків.
У 2015 році переміг у конкурсі триочкових кидків.
У сезоні 2015—2016 років 402 рази точно влучив з-за дуги, чим значно перевершив свій попередній рекорд.

### Статистика кар'єри в НБА

#### Регулярний сезон
| Сезон            | Команда               | GP  | GS  | MPG  | FG%  | 3P%  | FT%   | RPG | APG | SPG | BPG | PPG  |
| ---------------- | --------------------- | --- | --- | ---- | ---- | ---- | ----- | --- | --- | --- | --- | ---- |
| 2009–10          | Ґолден Стейт Ворріорз | 80  | 77  | 36.2 | .462 | .437 | .885  | 4.5 | 5.9 | 1.9 | .2  | 17.5 |
| 2010–11          | Ґолден Стейт Ворріорз | 74  | 74  | 33.6 | .480 | .442 | .934  | 3.9 | 5.8 | 1.5 | .3  | 18.6 |
| 2011–12          | Ґолден Стейт Ворріорз | 26  | 23  | 28.2 | .490 | .455 | .809  | 3.4 | 5.3 | 1.5 | .3  | 14.7 |
| 2012–13          | Ґолден Стейт Ворріорз | 78  | 78  | 38.2 | .451 | .453 | .900  | 4.0 | 6.9 | 1.6 | .2  | 22.9 |
| 2013–14          | Ґолден Стейт Ворріорз | 78  | 78  | 36.5 | .471 | .424 | .885  | 4.3 | 8.5 | 1.6 | .2  | 24.0 |
| 2014–15†         | Ґолден Стейт Ворріорз | 80  | 80  | 32.7 | .487 | .443 | .914  | 4.3 | 7.7 | 2.0 | .2  | 23.8 |
| 2015–16          | Ґолден Стейт Ворріорз | 79  | 79  | 34.2 | .504 | .454 | .908  | 5.4 | 6.7 | 2.1 | .2  | 30.1 |
| Кар'єра          | Кар'єра               | 495 | 489 | 34.9 | .477 | .444 | .902  | 4.3 | 6.9 | 1.8 | .2  | 22.4 |
| Матчі всіх зірок | Матчі всіх зірок      | 3   | 3   | 27.7 | .417 | .324 | 1.000 | 5.7 | 7.3 | 2.0 | .0  | 17.7 |

#### Плей-оф
| Сезон   | Команда               | GP | GS | MPG  | FG%  | 3P%  | FT%  | RPG | APG | SPG | BPG | PPG  |
| ------- | --------------------- | -- | -- | ---- | ---- | ---- | ---- | --- | --- | --- | --- | ---- |
| 2013    | Ґолден Стейт Ворріорз | 12 | 12 | 41.4 | .434 | .396 | .921 | 3.8 | 8.1 | 1.7 | .2  | 23.4 |
| 2014    | Ґолден Стейт Ворріорз | 7  | 7  | 42.3 | .440 | .386 | .881 | 3.6 | 8.4 | 1.7 | .1  | 23.0 |
| 2015†   | Ґолден Стейт Ворріорз | 21 | 21 | 39.3 | .456 | .422 | .835 | 5.0 | 6.4 | 1.9 | .1  | 28.3 |
| 2016    | Ґолден Стейт Ворріорз | 18 | 17 | 34.3 | .438 | .404 | .916 | 5.5 | 5.2 | 1.4 | .3  | 25.1 |
| Кар'єра | Кар'єра               | 58 | 57 | 38.5 | .444 | .408 | .878 | 4.7 | 6.6 | 1.7 | .2  | 25.7 |

## Національна збірна
У складі збірної США з баскетболу Каррі у 2010 здобув золоту медаль чемпіонату світу.